# Lista de episódios de Mighty Magiswords

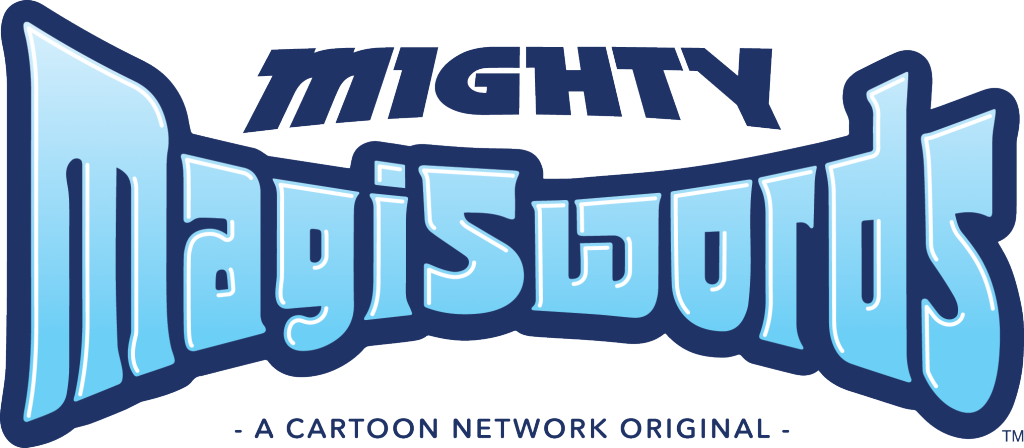
Logotipo da série Poderosas Magiespadas (em inglês)

Esta é uma lista de episódios da série Mighty Magiswords.

## Resumo
| Temporada | Temporada | Episódios | Exibição original      | Exibição original   | Exibição no Brasil              | Exibição no Brasil  | Exibição em Portugal | Exibição em Portugal |
| Temporada | Temporada | Episódios | Estreia de temporada   | Final de temporada  | Estreia de temporada            | Final de temporada  | Estreia de temporada | Final de temporada   |
| --------- | --------- | --------- | ---------------------- | ------------------- | ------------------------------- | ------------------- | -------------------- | -------------------- |
|           | 1         | 52        | 29 de setembro de 2016 | 29 de abril de 2018 | 22 de dezembro de 2016 (prévia) | 1 de agosto de 2018 | 24 de abril de 2017  | TBA                  |
|           | 2         | 40        | 30 de abril de 2018    | 17 de maio de 2019  | 30 de julho de 2018             | 2 de maio de 2019   | TBA                  | TBA                  |

### Curtas (EUA: 2015-2016;Brasil: 2016-2017;Portugal: 2017)
| Episódio (curtas) | Título                                                                                      | Exibição original                                                   | Código de produção |
| --- | ------------------------------------------------------------------------------------------- | ------------------------------------------------------------------- | ------------------ |
| 1 | "Guerreiros de Aluguel (BR) Guerreiros de Aluguer (PT)" "Warriors on Hire"                  | 15 de agosto de 2016 8 de outubro de 2016 13 de fevereiro de 2017   | 201                |
| Prohyas e Vambre usam as Poderosas Magiespadas em seu primeiro serviço como ajudantes de encanamento da princesa de Riboflaven.                                                     |                                                                                             |                                                                     |                    |
| 2 | "Determinação de Pedra (BR) Sai, Pedregulho (PT)" "To Bourderly Go"                         | 6 de maio de 2015 9 de outubro de 2016 3 de maio de 2017            | 201                |
| Prohyas e Vambre tentam retirar uma rocha da entrada de uma caverna para conseguirem uma nova Magiespada.                                                                           |                                                                                             |                                                                     |                    |
| 3 | "Porco de Ferro (BR)" "Pig Iron"                                                            | 6 de maio de 2015 16 de outubro de 2016                             | 202                |
| Prohyas e Vambre devem derrotar um porco robótico gigante para conseguirem uma nova Magiespada.                                                                                     |                                                                                             |                                                                     |                    |
| 4 | "Ataque de Latido (BR)" "Bark Attack"                                                       | 1 de julho de 2015 23 de outubro de 2016                            | 203                |
| Prohyas e Vambre tentam conseguir dinheiro para comprarem Magiespadas voadoras, mas para isso, terão que vencer um desafio no bosque.                                               |                                                                                             |                                                                     |                    |
| 5 | "Golfinomenal (BR)" "Dolphinominal"                                                         | 1 de julho de 2015 30 de outubro de 2016                            | 204                |
| Phil rouba a Magiespada Golfinho do Prohyas e somente Vambre deve recuperá-la. |                                                                                             |                                                                     |                    |
| 6 | "O Melhor Amigo da Gosma (BR)" "The Land Before Slime"                                      | 3 de agosto de 2015 6 de novembro de 2016                           | 205                |
| Prohyas e Vambre tentam encontrar um amigo para uma pequena e adorável gosminha vermelha.                                                                                           |                                                                                             |                                                                     |                    |
| 7 | "Mãos Abaixo (BR)" "Hands Down"                                                             | 3 de agosto de 2015 13 de novembro de 2016                          | 206                |
| Prohyas e Vambre tentam derrotar mãos gigantes para conseguirem dinheiro para comprarem uma nova Magiespada.                                                                        |                                                                                             |                                                                     |                    |
| 8 | "Zumbi Racional (BR)" "Zombie Reasonable"                                                   | 1 de setembro de 2015 20 de novembro de 2016                        | 207                |
| Prohyas e Vambre lutam com Hoppus pela Magiespada Abóbora Zumbi. |                                                                                             |                                                                     |                    |
| 9 | "Ataquetus (BR)" "Attacktus"                                                                | 1 de setembro de 2015 27 de novembro de 2016                        | 208                |
| Mandados pela princesa de Riboflaven para conseguirem uma nova Magiespada Cactus, Prohyas e Vambre chegam na Planície Cárida para derrotarem uma forma de vida coberta de espinhos. |                                                                                             |                                                                     |                    |
| 10 | "Nada de Robôs para Velho Muito Velho (BR)" "No Robots for Old Men"                         | 1 de outubro de 2015 4 de dezembro de 2016                          | 209                |
| Prohyas e Vambre descobrem que Velho Muito Velho criou um robô aprisionando Porco de Ferro e Grup para derrotá-los, mas, isto não parece ser um desafio para eles.                  |                                                                                             |                                                                     |                    |
| 11 | "De Qual Yas é Isso? (BR)" "Whose Hyas Is It Anyway?"                                       | 1 de outubro de 2015 11 de dezembro de 2016                         | 210                |
| Prohyas e Vambre encontram Semhyas, o gêmeo malvado do Prohyas. |                                                                                             |                                                                     |                    |
| 12 | "A Desolação de Grup (BR) A Desolação do Grub (PT)" "The Desolation of Grup"                | 22 de agosto de 2016 18 de dezembro de 2016 27 de fevereiro de 2017 | 202                |
| Prohyas e Vambre são enviados para derrotarem um dragão, mas eles não imaginavam de que ele, seria o Grup.                                                                          |                                                                                             |                                                                     |                    |
| 13 | "Bobões na Piscina (BR) Piscina dos Loucos (PT)" "Pool Fools"                               | 29 de agosto de 2016 20 de dezembro de 2016 6 de março de 2017      | 203                |
| Prohyas e Vambre decidem se refrescar na piscina do Reino Dinossáurico. |                                                                                             |                                                                     |                    |
| 14 | "Guerreiros Demais (BR) Demasiados Guerreiros (PT)" "Too Many Warriors"                     | 5 de setembro de 2016 25 de dezembro de 2016 13 de março de 2017    | 204                |
| Prohyas e Vambre devem lutar contra uma lula gigante e impedir que seus arqui-inimigos ganhem toda a glória.                                                                        |                                                                                             |                                                                     |                    |
| 15 | "Passeando (BR) Passeios (PT)" "Walkers"                                                    | 12 de setembro de 2016 27 de dezembro de 2016 16 de março de 2017   | 205                |
| Prohyas e Vambre cuidam do cachorro de estimação do Velho Muito Velho. |                                                                                             |                                                                     |                    |
| 16 | "Roubo de Identidade (BR / PT)" "Identity Theft"                                            | 19 de setembro de 2016 1 de janeiro de 2017 23 de março de 2017     | 206                |
| Prohyas e Vambre descobrem que Semhyas, o imitador do Prohyas, roubou o trabalho deles e agora tentam detê-lo a todo custo.                                                         |                                                                                             |                                                                     |                    |
| 17 | "Escadas e Aranhas (BR)" "Stairways & Spiders"                                              | 11 de outubro de 2016 8 de janeiro de 2017                          | 207                |
| Prohyas e Vambre encontram uma escada muito longa e uma aranha gigantesca falante.                                                                                                  |                                                                                             |                                                                     |                    |
| 18 | "O Cérebro da Vambre (BR / PT)" "Vambre's Brain"                                            | 24 de outubro de 2016 15 de janeiro de 2017 30 de março de 2017     | 208                |
| Prohyas deve fazer a Vambre dormir, após o seu cérebro constantemente possuí-la. |                                                                                             |                                                                     |                    |
| 19 | "Biblioteca Desorganizada (BR) Percebemos o Sistema? (PT)" "Do We Decimal System?"          | 7 de novembro de 2016 22 de janeiro de 2017 3 de abril de 2017      | 209                |
| Prohyas e Vambre tentam encontrar um livro secreto na biblioteca do Shh, com Simone, uma amiga deles, os seguindo no caminho.                                                       |                                                                                             |                                                                     |                    |
| 20 | "Posso Ficar com Ele? (BR / PT)" "Can I Keep It?"                                           | 11 de novembro de 2016 29 de janeiro de 2017 10 de abril de 2017    | 210                |
| Prohyas adota um bichinho que tem o poder de se multiplicar. |                                                                                             |                                                                     |                    |
| 21 | "O Coelhinho Mais Triste (BR) Meu Querido Coelhinho Triste (PT)" "The Saddest Little Bunny" | 11 de novembro de 2016 5 de fevereiro de 2017 17 de abril de 2017   | 211                |
| Prohyas e Vambre encontram Hoppus desapontado e eles decidem animá-lo um pouquinho.                                                                                                 |                                                                                             |                                                                     |                    |
| 22 | "O Cara dos Livros (BR) O Culto dos Livros (PT)" "Bookish"                                  | 11 de novembro de 2016 12 de fevereiro de 2017 24 de abril de 2017  | 212                |
| Prohyas ajuda o bibliotecário a revelar o seu amor pela Vambre. |                                                                                             |                                                                     |                    |
| 23 | "Grup Trabalhador (BR / PT)" "Working Grup"                                                 | 11 de novembro de 2016 19 de fevereiro de 2017 20 de março de 2017  | 213                |
| Prohyas e Vambre tentam atrapalhar o trabalho do Grup de proteger uma Magiespada.                                                                                                   |                                                                                             |                                                                     |                    |

## Episódios

### 1ª Temporada (2016-2018)
Uma série de televisão de Poderosas Magiespadas foi lançada nos Estados Unidos no dia 29 de setembro de 2016, contando com uma prévia no dia 5 de setembro de 2016. No Brasil, a série de televisão teve uma prévia no dia 22 de dezembro de 2016 com a estreia oficial acontecendo no dia 5 de janeiro de 2017.
| Episódio (série) | Episódio (temp.) | Título                                                                 | Roteiro e storyboards por                            | Histórias por                                                         | Estreias originais                                                                    |
| --- | ---------------- | ---------------------------------------------------------------------- | ---------------------------------------------------- | --------------------------------------------------------------------- | ------------------------------------------------------------------------------------- |
| 1 | 1                | "O Mistério do Lago Mess (BR)" "The Mystery of Loch Mess"              | Zoe Moss e Luke Ski                                  | Kyle A. Carrozza e Mr. Lawrence                                       | 29 de setembro de 2016 22 de dezembro de 2016 (prévia)                                |
| Prohyas e Vambre enfrentam a gigantesca rainha Porcina. |                  |                                                                        |                                                      |                                                                       |                                                                                       |
| 2 | 2                | "Dominação do Medo de Esquilos (BR)" "Squirrelled Domination!"         | John Berry e Drew Green                              | Kyle A. Carrozza e Mr. Lawrence                                       | 29 de setembro de 2016 5 de janeiro de 2017                                           |
| Vambre tenta enfrentar o seu medo de esquilos quando ela é contratada para encontrar uma gigantesca árvore de frutas douradas. |                  |                                                                        |                                                      |                                                                       |                                                                                       |
| 3 | 3                | "Trapo Encerrado (BR)" "Case Clothed"                                  | Krystal Ureta e Clay Lindvall                        | Kyle A. Carrozza e Mr. Lawrence                                       | 6 de outubro de 2016 12 de janeiro de 2017                                            |
| Prohyas e Vambre lutam contra piratas malvados, enquanto experimentam alguns modelitos de roupa com a Princesa Zange. |                  |                                                                        |                                                      |                                                                       |                                                                                       |
| 4 | 4                | "Jogral, O Maioral (BR)" "Surely You Jesto"                            | Mike Kazaleh                                         | Kyle A. Carrozza e Mr. Lawrence                                       | 13 de outubro de 2016 19 de janeiro de 2017                                           |
| Prohyas e Vambre são contratados por um mágico chamado Omnibus para cuidarem de sua casa, até que eles conhecem Jogral, um comerciante que usa a Magiespada Bobo-da-Corte para hipnotizar os guerreiros e fazê-los destruirem todo o território da casa de Omnibus. |                  |                                                                        |                                                      |                                                                       |                                                                                       |
| 5 | 5                | "Limpeza Grupineza (BR)" "Cleanliness Is Next the Grupliness"          | Zoe Moss e Luki Ski                                  | Kyle A. Carrozza e Mr. Lawrence                                       | 20 de outubro de 2016 26 de janeiro de 2017                                           |
| Prohyas e Vambre tentam preparar um banho para o Grup. |                  |                                                                        |                                                      |                                                                       |                                                                                       |
| 6 | 6                | "Duelo com o Cogumelo (BR)" "Mushroom Menace"                          | Krystal Ureta e Clay Lindvall                        | Kyle A. Carrozza e Mr. Lawrence                                       | 5 de setembro de 2016 (prévia) 27 de outubro de 2016 (estreia) 9 de fevereiro de 2017 |
| Prohyas e Vambre, juntos com a Magiespada Abóbora Zumbi, protegem uma aldeia com abóboras de ser destruída por um gigantesco cogumelo. |                  |                                                                        |                                                      |                                                                       |                                                                                       |
| 7 | 7                | "Fantasma Apaixonada (BR)" "Flirty Phantom"                            | Mike Kazaleh                                         | Mr. Lawrence e Kyle A. Carrozza                                       | 27 de outubro de 2016 16 de fevereiro de 2017                                         |
| Uma mulher fantasma prende Prohyas em sua mansão enquanto Vambre e a Magiespada Abóbora Zumbi tentam salvá-la. |                  |                                                                        |                                                      |                                                                       |                                                                                       |
| 8 | 8                | "A Ira do Neddy (BR)" "The Wrath of Neddy"                             | John Berry e Drew Green                              | Richard D. Pursel e Kyle A. Carrozza                                  | 3 de novembro de 2016 2 de fevereiro de 2017                                          |
| Prohyas e Vambre entram nos territórios do poderoso guardião da colméia, o Urso Neddy. |                  |                                                                        |                                                      |                                                                       |                                                                                       |
| 9 | 9                | "Escamas do Ofício (BR)" "Working for Scales"                          | Zoe Moss e Luki Ski                                  | Richard D. Pursel e Kyle A. Carrozza                                  | 7 de novembro de 2016 23 de fevereiro de 2017                                         |
| Prohyas e Vambre devem encontrar uma escama de dinossauro e fazerem um chá para curar a doença da Princesa Zange. |                  |                                                                        |                                                      |                                                                       |                                                                                       |
| 10 | 10               | "Prosa Criminosa (BR)" "Felinious Prose"                               | John Berry e Drew Green                              | Richard D. Pursel e Kyle A. Carrozza                                  | 8 de novembro de 2016 2 de março de 2017                                              |
| A missão de Prohyas e Vambre de encontrarem uma lente de contato perdida é comprometida pela obsessão da Vambre por uma recente obra em literatura da Verônica Vitoriosa.                                                                                           |                  |                                                                        |                                                      |                                                                       |                                                                                       |
| 11 | 11               | "Peixe Humano do Oceano (BR)" "Potion in the Ocean"                    | Krystal Ureta e Clay Lindvall                        | Richard D. Pursel e Kyle A. Carrozza                                  | 9 de novembro de 2016 9 de março de 2017                                              |
| Prohyas, Vambre e Simone fazem uma aventura debaixo d' água para encontrarem o olho de uma salamandra que mora no fundo do mar. |                  |                                                                        |                                                      |                                                                       |                                                                                       |
| 12 | 12               | "Policiais Mauzinhos (BR(" "Bad Bad Cops"                              | Bob Camp                                             | Richard D. Pursel e Kyle A. Carrozza                                  | 10 de novembro de 2016 16 de março de 2017                                            |
| Prohyas e Vambre fingem ser policiais para investigarem um bando de piratas e um contrabandista de brócolis. |                  |                                                                        |                                                      |                                                                       |                                                                                       |
| 13 | 13               | "Grup Sensação Musical (BR)" "Gotta Get Grup to Get Down"              | Zoe Moss e Luke Ski                                  | Mr. Lawrence e Kyle A. Carrozza                                       | 11 de novembro de 2016 23 de março de 2017                                            |
| Prohyas e Vambre ajudam Grup a se tornar uma estrela musical do Reino de Riboflaven. |                  |                                                                        |                                                      |                                                                       |                                                                                       |
| 14 | 14               | "Ladrões Amigos (BR)" "Thick as Thieves"                               | John Berry e Drew Green                              | Richard D. Pursel e Kyle A. Carrozza                                  | 14 de novembro de 2016 8 de junho de 2017                                             |
| Phil, o Furtador, rouba as Magiespadas de Prohyas e Vambre e eles se unem para recuperá-las de volta. |                  |                                                                        |                                                      |                                                                       |                                                                                       |
| 15 | 15               | "A Maior Fã (BR)" "Biggest Fan"                                        | Krystal Ureta e Clay Lindvall                        | Richard D. Pursel e Kyle A. Carrozza                                  | 15 de novembro de 2016 15 de junho de 2017                                            |
| Prohyas e Vambre conhecem sua fã número 1 totalmente obcecada por eles. |                  |                                                                        |                                                      |                                                                       |                                                                                       |
| 16 | 16               | "Masmorras e Empregos (BR)" "Dungeons and Dayjobs"                     | Dave Alvarez e Bob Camp                              | Richard D. Pursel e Kyle A. Carrozza                                  | 16 de novembro de 2016 22 de junho de 2017                                            |
| Prohyas e Vambre trabalham na lanchonete da bruxinha Simone para conseguirem o pagamento em jóias e comprar suas Magiespadas. |                  |                                                                        |                                                      |                                                                       |                                                                                       |
| 17 | 17               | "Pequena Espada dos Horrores (BR)" "Little Sword of Horrors"           | Zoe Moss e Luke Ski                                  | Richard D. Pursel e Kyle A. Carrozza                                  | 17 de novembro de 2016 29 de junho de 2017                                            |
| Prohyas cultiva uma Magiespada, que logo depois, se transforma em uma fera inesperada. |                  |                                                                        |                                                      |                                                                       |                                                                                       |
| 18 | 18               | "Campeões de Café da Manhã (BR)" "Champions of Breakfasts"             | John Berry e Drew Green                              | Richard D. Pursel e Kyle A. Carrozza                                  | 18 de novembro de 2016 6 de julho de 2017                                             |
| Prohyas e Vambre fazem uma competição de café da manhã com panquecas e waffles. |                  |                                                                        |                                                      |                                                                       |                                                                                       |
| 19 | 19               | "Fome de Roubo (BR)" "Gut Feelings"                                    | Krystal Ureta e Clay Lindvall                        | Kyle A. Carrozza, Richard D. Pursel e Clay Lindvall                   | 1 de dezembro de 2016 13 de julho de 2017                                             |
| Prohyas e Vambre ajudam o coelho Ralphio a encontrar as suas Magiespadas vegetarianas desaparecidas. |                  |                                                                        |                                                      |                                                                       |                                                                                       |
| 20 | 20               | "O Tomo Ócio (BR)" "The Tome of Morrow"                                | Gabe del Valle e Jessie Greenberg                    | Kyle A. Carrozza, Richard D. Pursel Gabe del Valle e Jessie Greenberg | 27 de janeiro de 2017 20 de julho de 2017                                             |
| Prohyas e Vambre procuram por um livro mágico e convidam o bibliotecário Noville para participar da busca com eles. |                  |                                                                        |                                                      |                                                                       |                                                                                       |
| 21 | 21               | "Desdividindo Irmãmente (BR)" "Share and Share Deslike"                | Zoe Moss e Luke Ski                                  | Kyle A. Carrozza, Richard D. Pursel Zoe Moss e Luke Ski               | 3 de fevereiro de 2017 27 de julho de 2017                                            |
| Prohyas e Vambre tentam dividir uma nova Magiespada, mesmo que para isso, eles precisem usá-la com muita responsabilidade. |                  |                                                                        |                                                      |                                                                       |                                                                                       |
| 22 | 22               | "Grup Jam"                                                             | Dave Alvarez e Norma Klinger                         | Richard D. Pursel e Kyle A. Carrozza                                  | 17 de fevereiro de 2017 28 de dezembro de 2017                                        |
| Prohyas e Vambre inspiram Grup a criar um novo time de basquete em sua homenagem. |                  |                                                                        |                                                      |                                                                       |                                                                                       |
| 23 | 23               | "Velho Muito Mau (BR)" "Bad Man Oldman"                                | Gabe del Valle e Mike Pelensky                       | Richard D. Pursel                                                     | 1 de julho de 2017 10 de agosto de 2017                                               |
| Prohyas e Vambre, sem querer, deixam a casa do Velho Muito Velho coberta de pêlos e ele começa a querer se vingar dos guerreiros. |                  |                                                                        |                                                      |                                                                       |                                                                                       |
| 24 | 24               | "Bruxinha Simone Estraga Tudo (BR)" "Witchy Simone Ruins Everything"   | Zoe Moss e Luke Ski                                  | Richard D. Pursel                                                     | 2 de julho de 2017 17 de agosto de 2017                                               |
| Bruxinha Simone se une á bruxa Morbídia e Gateaux contrata Prohyas e Vambre para separá-las. |                  |                                                                        |                                                      |                                                                       |                                                                                       |
| 25 | 25               | "Nedmigos Estranhos (BR)" "Strange Nedfellows"                         | John Berry e Drew Green                              | Richard D. Pursel e Kyle A. Carrozza                                  | 3 de julho de 2017 9 de novembro de 2017                                              |
| Omnibus contrata Prohyas e Vambre para capturar um salmão raríssimo para o seu aquário luxuoso. Mas Neddy se une á missão dos guerreiros, de olho na "Rainha Sal".                                                                                                  |                  |                                                                        |                                                      |                                                                       |                                                                                       |
| 26 | 26               | "Comédia de Ação (BR)" "Action Comedy"                                 | Gabe del Valle e Mike Pelensky                       | Richard D. Pursel e Kyle A. Carrozza                                  | 4 de julho de 2017 16 de novembro de 2017                                             |
| O super-herói fictício de Riboflaven está se apresentando no espetáculo de ação da cidade. Prohyas e Vambre usam fantasias de vilões para ensinarem uma lição ao impostor.                                                                                          |                  |                                                                        |                                                      |                                                                       |                                                                                       |
| 27 | 27               | "Sustos Aleatórios de Memória (BR)" "Random Acts of Memory"            | Zoe Mess e Luke Ski                                  | Kyle A. Carrozza e Richard D. Pursel                                  | 5 de julho de 2017 23 de novembro de 2017                                             |
| Prohyas e Vambre descobrem que Semhyas roubou a Magiespada de Memória Seletiva e está a utilizando para apagar as suas mais determinadas interações. |                  |                                                                        |                                                      |                                                                       |                                                                                       |
| 28 | 28               | "Eleger para Negar (BR)" "Elect to Decline"                            | John Berry e Drew Green                              | Kyle A. Carrozza e Richard D. Pursel                                  | 6 de julho de 2017 30 de novembro de 2017                                             |
| Noville planeja impressionar a Vambre com uma nova Magiespada que está sendo protegida pelos Cave Weirdos dentro da Caverna das Coisas. |                  |                                                                        |                                                      |                                                                       |                                                                                       |
| 29 | 29               | "Trollendes (BR)" "They See Me Trollblins"                             | Gabe del Valle e Mike Pelensky                       | Kyle A. Carrozza e Richard D. Pursel                                  | 7 de julho de 2017 7 de dezembro de 2017                                              |
| Prohyas e Vambre são contratados para exterminarem dois trollblins gigantescos que invadiram a aldeia dos minúsculos Kotassianos. |                  |                                                                        |                                                      |                                                                       |                                                                                       |
| 30 | 30               | "Totó Terrível (BR)" "Hideous Hound"                                   | Zoe Moss e Luke Ski                                  | Kyle A. Carrozza e Richard D. Pursel                                  | 8 de julho de 2017 14 de dezembro de 2017                                             |
| Quando Prohyas acaricía um pequeno filhote de cachorro abandonado, o animal começa a aparecer em várias missões dos guerreiros, o que acaba deixando a Vambre muito irritada.                                                                                       |                  |                                                                        |                                                      |                                                                       |                                                                                       |
| 31 | 31               | "A Caverna da Perdição Gelatinosa (BR)" "The Cave of Gelatinous Doom!" | Victor Courtright, Clay Lindvall e Krystal Ureta     | Richard D. Pursel e Kyle A. Carrozza                                  | 10 de julho de 2017 21 de dezembro de 2017                                            |
| Prohyas e Vambre querem fazer uma nova aventura para utlilizarem sua Magiespada decorada com caveiras e ossos cruzados e acabam sendo contratados para enfrentarem um monstro gosmento e poderoso no Calabouço da Destruíção Gelatinosa.                            |                  |                                                                        |                                                      |                                                                       |                                                                                       |
| 32 | 32               | "Paquidermus Interruptus (BR)" "Pachydermus Interruptus"               | Gabe del Valle e Mike Pelensky                       | Kyle A. Carrozza e Richard D. Pursel                                  | 11 de julho de 2017 1 de março de 2018                                                |
| Depois de uma batalha com o Homem Peixe, Sr. Paquidermus ordena que Prohyas e Vambre colaborem nos reparos de seu quartel, sem utilizarem as suas Magiespadas. |                  |                                                                        |                                                      |                                                                       |                                                                                       |
| 33 | 33               | "Jogos Lulísticos (BR)" "Squideo Games"                                | Andrew Scherman e Ang Vondra                         | Kyle A. Carrozza e Richard D. Pursel                                  | 12 de julho de 2017 8 de março de 2018                                                |
| Depois de serem contratados para missões diferentes, Prohyas e Vambre acabam se enfrentando para recuperar um raro Squideo no Lago Sprite, em Galacton. |                  |                                                                        |                                                      |                                                                       |                                                                                       |
| 34 | 34               | "Feitiçaria de Irmãs (BR)" "Sibling Sorcery"                           | John Berry e Drew Green                              | Kyle A. Carrozza e Richard D. Pursel                                  | 13 de julho de 2017 15 de março de 2018                                               |
| Phil rouba o prêmio da famosa irmã mais nova da Simone e os guerreiros Prohyas e Vambre lideram uma busca para recuperá-lo. |                  |                                                                        |                                                      |                                                                       |                                                                                       |
| 3536 | 3536             | "A Saga do Robô Porco (BR)" "The Saga of Robopiggeh!"                  | John Berry, Drew Green Clay Lindvall e Krystal Ureta | Kyle A. Carrozza e Richard D. Pursel                                  | 23 de julho de 2017 3 de agosto de 2017                                               |
| Prohyas e Vambre chegam em Galacton para salvarem o Robô Porco das garras da poderosa ciborgue malígna Tera-Bite. |                  |                                                                        |                                                      |                                                                       |                                                                                       |

### 2ª Temporada (2018-2019)
No dia 9 de fevereiro de 2017, uma segunda temporada da série foi anunciada pelo Cartoon Network, e foi apresentada em 2018.

## Ligações extremas
- http://www.cartoonnetwork.com (site em inglês)